# Place du Professeur-Muhammad-Yunus
La place du Professeur-Muhammad-Yunus est une place située dans le 18e arrondissement de Paris, en France.

## Situation et accès

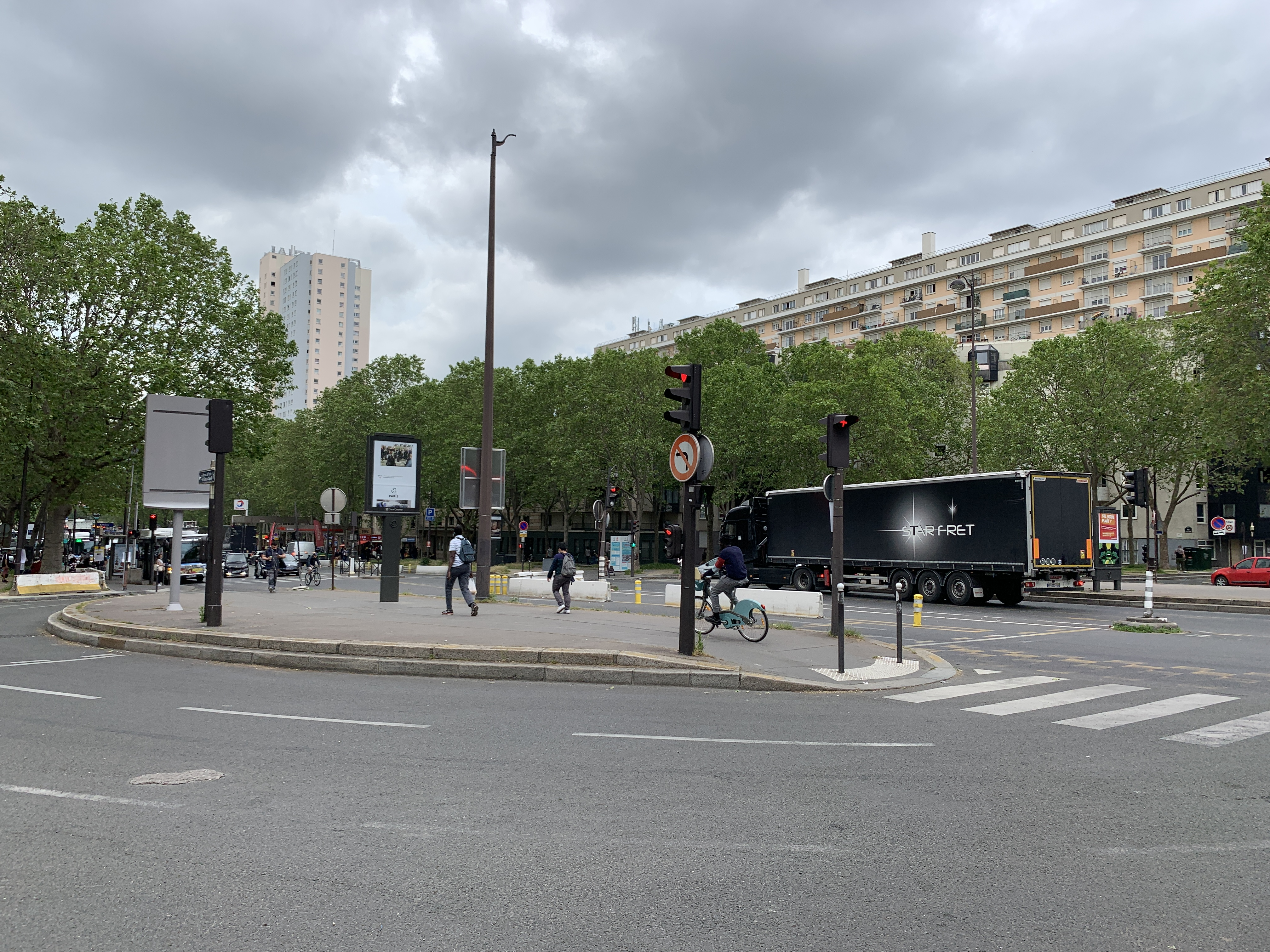
Rond-point de La Chapelle.

La place est située au croisement des rues de la Chapelle, des Cheminots et Raymond-Queneau.
Il est accessible à partir de la station de métro Porte de la Chapelle.

## Historique

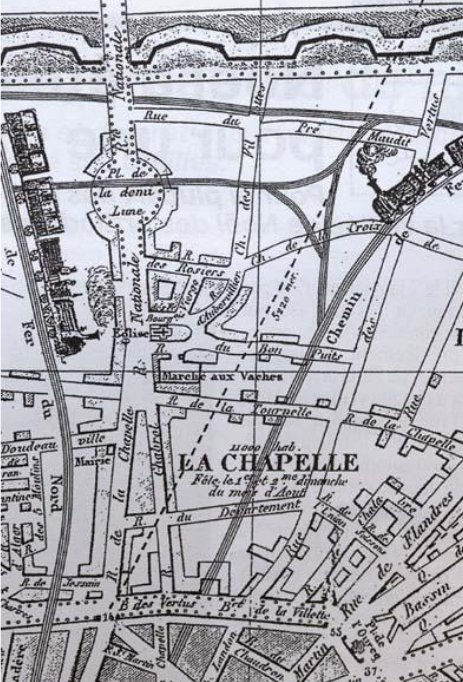
Plan de la commune de La Chapelle-Saint-Denis, vers 1860.

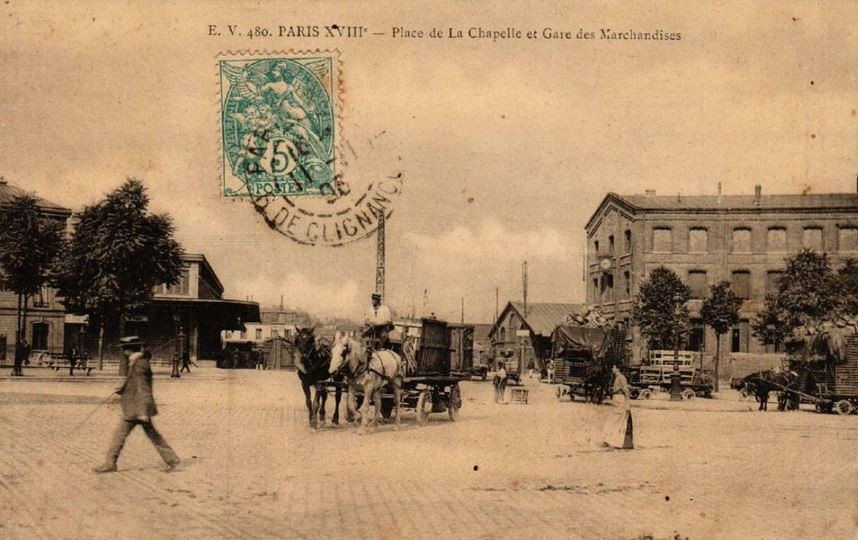
Place de la Chapelle et gare aux marchandises.

La place a été créée à l'époque de Louis XV, dans ce qui était en ce temps-là la campagne, pour susciter un effet monumental sur la route de Saint-Denis.
D'après un arrêt du Conseil d'État du 9 mai 1724, elle était autrefois appelée « place de la Demi-Lune ».
Elle était traversée par un raccordement ferroviaire allant de la gare de Paris-Nord vers la gare de l'Évangile, ce qui permettait d'acheminer des trains venant du Nord de la France sur la ligne de Petite Ceinture (Notamment la malle des Indes en 1882).
Placée sur l'Estrée, elle est visible sur le plan de Roussel de 1730, mais n'a cependant plus d'existence administrative.
Le 22 août 1944, pendant la Libération de Paris, le rond-point est l'épicentre d'une attaque de soldats allemands contre un groupe de FFI, qui se solde par la mort du gardien de la paix Moïse Warrier, sous le feu d’un fusil mitrailleur. Une plaque commémorative honorant sa mémoire a été apposée sur un pilier du métro aérien à la hauteur du 22 boulevard de la Chapelle.
Ce rond-point, délaissé pendant quelques années, fait l'objet d'un réaménagement participatif courant 2015 et 2016, comme de nombreuses emprises ferroviaires à Paris. L'objectif étant, à l’horizon 2020, de permettre une liaison transversale vers le nouveau quartier Chapelle international, et donne accès à l'ouest, par la nouvelle rue des Cheminots, à la rue Pierre-Mauroy et aux équipements et résidences situés autour du square du 21-avril-1944 et de la rue Eva-Kotchever, plus au nord.
Par délibération du 12 juillet 2024, la voie prend la dénomination de « place du Professeur-Muhammad-Yunus ».